# Klokken- en Kunstgieterij Reiderland
Die Klokken- en Kunstgieterij Reiderland ist eine im Jahr 1988 von Simon Laudy im niederländischen Heiligerlee gegründete Glockengießerei, die sich neben dem Glockenguss auch auf Kunstguss und die Sanierung von Läuteanlagen spezialisiert hat. Heute hat die Firma ihren Sitz in Finsterwolde.

## Werdegang
Simon Laudy (* 1961) erlernte den Beruf des Glockengießers bei der in Asten ansässigen Glockengießerei Royal Eijsbouts. Im Jahre 1988 machte er sich als Glockengießer in der ehemaligen Glockengießerei Van Bergen in Heiligerlee selbstständig. Seine ersten Projekte waren 1988 ein kleines Glockenspiel in Veendam sowie 1989 eine Läuteglocke für die katholische Bonifatiuskirche in Nieuwe Pekela. Ende der 1990er-Jahre verlegte Laudy seine Werkstatt nach Finsterwolde. Dort eröffnete er gemeinsam mit Winold van der Putten zusätzlich eine kleine Gießerei zur Anfertigung von Orgelmetall. Heute ist die Klokken- en Kunstgieterij Reiderland ein international tätiges Unternehmen.

## Arbeitsweise
Wird sonst das Lehmformverfahren zur Herstellung von Glocken angewendet, so arbeitet Laudy im sogenannten Wasserglasverfahren (Wasserglas als Bindemittel für Sandformen). Laudy legt besondere Akkuratesse auf die Oberflächenqualität sowie die Klangqualität seiner Glocken. Dies betrifft vor allem seine Läuteglocken, die auf Ton gegossen und anschließend nicht weiter korrigiert werden müssen. Laudy rekonstruiert des Weiteren historische Glockenrippen.
Weiterhin ist Laudy in der Lage, Glocken auch an ihrem Bestimmungsort zu gießen.
Bei Sanierungen verbaut Laudy im Gegensatz zu seinen niederländischen Kollegen fast ausnahmslos gerade Joche sowie Flugklöppel. Dies trägt zu einer besseren Klangentfaltung und längeren Lebensdauer der Glocken bei.

## Werke
Folgend ist eine Auswahl an Glocken und Glockenspielen zu finden, die durch die Klokken- en Kunstgieterij Reiderland gegossen wurden.
| Ort                      | Kirche / Gebäude                 | Gussjahr | Anzahl     | Schlagton / -töne             | Sonstiges |
| ------------------------ | -------------------------------- | -------- | ---------- | ----------------------------- | --- |
| Veendam (NL)             | Goudhof Juweliers Henk Oosterhof | 1988     | 20         |                               | Erstes, von Laudy gegossenes Glockenspiel. Mittlerweile abgetragen und eingelagert. |
| Nieuwe Pekela (NL)       | St. Bonifatius                   | 1989     | 1          | h''                           | Erste, von Laudy gegossene Läuteglocke. |
| Monnickendam (NL)        | St. Nicolaas en Antonius         | 1995     | 1          | d''                           | |
| Drachtstercompagnie (NL) | Glockenstuhl                     | 2004     | 1          | b'                            | |
| Winschoten (NL)          | Marktpleinkerk                   | 2005     | 1          | fis''                         | |
| Veelerveen (NL)          | Kapelle                          | 2005     | 1          | e''                           | Die Glocke wurde in der Rippe der Erfurter Gloriosa gegossen. |
| Wymeer (D)               | Reformierte Kirche               | 2005     | 1          | g'                            | Zuguss zu zwei mittelalterlichen Glocken (a' und es''). |
| Stadskanaal (NL)         | Gemeentehuis                     | 2006     | 18         |                               | Glockenspiel. |
| Deventer (NL)            | Gert Groote-Centrum              | 2007     | 1          | f'''                          | Läuteglocke in überschwerer Rippe nach dem Vorbild der Heinrichsglocke des Bamberger Doms. |
| Harkema (NL)             | Glockenstuhl                     | 2007     | 1          | e''                           | Läuteglocke in historisierender Rippe. |
| Midwolda (NL)            | Klokkengietersmonument           | 2008     | 1          | cis'''                        | Läuteglocke in freistehendem Glockenstuhl zu Erinnerung an die ehemalige Glockengießerei Van Bergen in Midwolda. |
| Groningen (NL)           | Provinciehuis                    | 2008     | 1          | cis'''                        | Am 15. Juli 2008 vor Ort an der Martinikerk gegossen. |
| Medemblik (NL)           | Waterschapshuis                  | 2009     | 1          | cis'''                        | |
| Kampen (NL)              | Bovenkerk                        | 2009     | 1          | as'                           | Zuguss zu zwei vorhandenen Glocken von Geert van Wou (des' und f') in seiner Rippe. Eine Klangkorrektur war nicht notwendig. |
| Ihlow (D)                | ehem. Kloster                    | 2009     | 1          | fis''                         | Schlagglocke. |
| Oldebroek (NL)           | Luctor- et Emergo-Kerkje         | 2009     | 1          | c'''                          | |
| Drachten (NL)            | Glockenstuhl                     | 2009     | 1          | d'                            | Läuteglocke in historischer Rippe (nach Ghert Klinghe). Größte Glocke eines dreistimmigen, von Hand gezogenen Geläutes. |
| Drachten (NL)            | Glockenstuhl                     | 2010     | 2          | e' und fis'                   | Zuguss in gleicher Rippe zur vorhandenen d'. Eine Tonkorrektur war nicht notwendig. |
| Kampen (NL)              | Bovenkerk                        | 2010     | 1          | es'                           | Zuguss in Van Wou-Rippe zu den bisherigen drei Glocken (des', f' und as'). Auch hier entfiel eine Tonkorrektur. |
| Utrecht (NL)             | Universität                      | 2010     | 1          | cis'''                        | Am 18. September 2010 auf dem Domplatz gegossen. |
| Elburg (NL)              | Landgoed Old Putten              | 2010     | 1          | cis'''                        | |
| Kampen (NL)              | Bovenkerk                        | 2011     | 5          | ges', b', des'', es'' und f'' | Zuguss von fünf Glocken in Van Wou-Rippe zum bestehenden Geläut (des', es', f' und as'). Das nun aus sieben Glocken bestehende Geläut ist das zweitgrößte freischwingende der Niederlande. Es wurden keine Tonkorrekturen vorgenommen. |
| Oxstedt (D)              | Friedhof                         | 2011     | 1          | dis''                         | |
| Logabirum (D)            | Logabirumer Kirche               | 2011     | 1          | c''                           | Zuguss zu zwei Glocken (g' und b') der Glocken- & Kunstgießerei Gebr. Rincker. Die Glocke wurde in derselben Rippe wie die vorhandenen gegossen. Der Guss fand vor Ort statt.                                                          |
| Bingum (D)               | Matthäikirche                    | 2012     | 3          | es', g' und b'                | Zuguss zu einer vorhandenen Glocke (c'') in historisierenden Rippen. Keine Tonkorrektur notwendig. |
| Salzwedel (D)            | Heilig-Geist-Kirche              | 2012     | 1          | c'''                          | Zuguss zu einer vorhandenen mittelalterlichen Glocke in historischer Rippe. Eine Tonkorrektur war nicht notwendig. |
| Geilenkirchen (D)        | Burg Trips                       | 2012     | 1          | h''                           | Neuguss nach historischem Vorbild. Die Glocke wurde am 20. Oktober 2012 vor Ort gegossen. |
| Zuidwolde (NL)           | Zuidwolder Kirche                | 2013     | 1          | a'                            | Zuguss zu einer vorhandenen Nachkriegsglocke der Firma Van Bergen aus Midwolda (d'). |
| Leer (Ostfriesland) (D)  | Friedhof                         | 2013     | 1          | fis''                         | |
| Loga (D)                 | Schloss Evenburg                 | 2013     | 1          | fis''                         | Die Glocke wurde vor Ort gegossen. |
| Dronrijp (NL)            | Salviuskerk                      | 2013     | 2          | e' und fis'                   | Zuguss zu einer vorhandenen Van Wou-Glocke (d') in dessen Rippen. Eine Tonkorrektur blieb aus. |
| Alphen aan den Rijn (NL) | Archeon                          | 2013     | 1          | d'''                          | Neuguss einer Glocke in historischer Rippe. Der Guss erfolgte vor Ort. |
| Niederlangen (D)         | Glockenstuhl                     | 2013     | 1          | gis''                         | |
| Manslagt (D)             | Reformierte Kirche               | 2014     | 1          | gis''                         | Uhrglocke. |
| Kamperfehn (D)           | Glockenstuhl                     | 2014     | 2          | fis'' und ais''               | Ursprünglich als Mollterz fis'' und a'' geplant. |
| Kamperfehn (D)           | Glockenstuhl                     | 2015     | 1          | cis'''                        | Erweiterung des vorhandenen Geläutes (fis'' und ais'') um eine dritte Glocke. |
| Geilenkirchen (D)        | Loherhof                         | 2015     | 1          | e''                           | Neuguss in modifizierter Otto-Rippe. Der Guss erfolgte am 14. März 2015 vor Ort. |
| Simonskall (D)           | Marienkapelle                    | 2015     | 2          | es'' und ges''                | Rekonstruktion des Geläutes von 1935 in schwerer Otto-Rippe. Die größere Glocke wurde am 3. Oktober 2015 vor Ort gegossen. Eine Tonkorrektur war nicht notwendig.                                                                      |
| Bellingwolde (NL)        | Magnuskerk                       | 2016     | 1          | e''                           | Zuguss zu zwei Glocken von Mammeus Fremy (e' und b') in historischer Rippe. |
| De Rijp (NL)             | Grote Kerk                       | 2017     | 1 (von 43) | b'                            | Größte Glocke eines 43 Glocken umfassenden Glockenspiels. Am 2. April 2017 vor Ort gegossen. Die Rippe ist durch Gideon Bodden entworfen worden.                                                                                       |
| Deinum (NL)              | Sint-Johannes de Doperkerk       | 2017     | 1          | es'                           | Zuguss zu einer Glocke von Jan ter Steghe (f') in derselben Rippe. |
| Zwolle (NL)              | Friedhof Nieuw Bergklooster      | 2017     | 1          | h''                           | |
| Salzwedel (D)            | St. Lorenz                       | 2017     | 1          | b'                            | Zuguss zu zwei historischen Glocken (d'' und f'') in ebenfalls historischer Rippe. |
| Staphorst (NL)           | Hersteld hervormde kerk          | 2018     | 1          | fis'                          | Optische und klangliche Rekonstruktion einer im Jahre 1417 gegossenen, jedoch im 2. Weltkrieg eingeschmolzenen Glocke. Die Glocke ist am 12. Oktober 2018 vor Ort gegossen worden.                                                     |
| Schönberg (Mecklenburg)  | St. Laurentius                   | 2019     |            | G                             | |

Hinzu kommt eine Vielzahl an Restaurierungen und Sanierungen historischer Glocken und Turmuhrwerke.